# イチナナラジオ
『イチナナラジオ』は、2020年5月11日から2021年3月29日までRKB毎日放送（RKBラジオ）で放送されていたトーク番組である。

## 番組概要
RKBラジオと17 Liveとコラボレーション企画で、週ごとに放送と配信を切り替えていくスタイルで送る。メインパーソナリティは元HKT48の冨吉明日香で、彼女と親交の深い人物や、著名なイチナナライバーなどをゲストに迎える。

## 放送時間
- 17 Live配信:第1･第3土曜日 21:00 - （JST。2020年5月9日 - ）
- 17 Live配信:第2･第4水曜日 20:00 - （JST。 - 2021年3月24日）
- 放送:第2･第4月曜日（日曜深夜） 1:30 - 2:00（JST。2020年5月10日 - 2020年9月28日） - 『ラジ+ナイト』レーベルの1コンテンツとして「加隈亜衣と種﨑敦美のちかっぱしんけん!」と交互に放送
- 放送:第2･第4月曜日（日曜深夜） 0:30 - 1:00（JST。2020年10月12日 - 2021年3月29日） - 『ラジ+ナイト』レーベルの1コンテンツとして「加隈亜衣と種﨑敦美のちかっぱしんけん!」と交互に放送

## パーソナリティ
- 冨吉明日香